# طريقة الصوفي (كتاب)

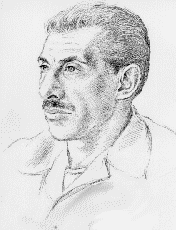
إدريس شاه

طريقة الصوفي (بالإنجليزية: Way of the Sufi)‏ هو كتاب للكاتب إدريس شاه، صدر باللغة الإنجليزية سنة 1968، يعد مقدمة في التصوف، وهو ثاني كتب إدريس شاه في الصوفية بعد كتابه «الصوفيون»، الذي صدر في طبعته الأولى سنة 1964. يختلف كتاب «طريقة الصوفي» عن سابقه «الصوفيون» في اتباعه للطرق الأكاديمية في التوثيق وذكر المصادر، كما يحتوي على مسرد، وهي أشياء كان إدريس شاه قد أغفلها في كتابه الأول.

## ملخص الكتاب
يورد إدريس شاه في كتابه سير حياة بعض أقطاب الصوفية على مر العصور، ويستعرض مبادئ أربعة من الطرق الصوفية الكبرى، هي الجشتية والقادرية والسهروردية والنقشبندية، إلى جانب بعض القصص الصوفية ذات المغزى، ويعد هذا الكتاب في مجمله استكمالًا لكتابه السابق.
يقرر إدريس شاه في كتابه أن الصوفية كانت لها أثار بالغة على الحضارة الغربية على مر القرون، غير أن الكثير من هذه الآثار لا تُدرك الآن، مستشهدًا بالعديد من الأمثلة من كتابات تشوسر وشكسبير وأسطورة وليم تل والأمين العام الأسبق للأمم المتحدة داغ همرشولد وأعمال السير ريتشارد بيرتون وغيرهم. أما في الشرق، فقد أضاف إدريس شاه أن الصوفية قد أثرت في بعض جوانب الديانة الهندوسية، إلى جانب فلسفة الزن البوذية.

## استقبال النقاد والقراء للكتاب
استُقبل الكتاب استقبالًا حسنًا عقب نشره؛ إذ وصفه برنامج «النقاد» على بي بي سي بأنه «كتاب العام البارز»، كما امتدحت جريدة نيويورك تايمز الكتاب، قائلة إنه «مثل باب فُتح على مكان لم يكن في الحسبان أن يُفتح عليه»، أما الكاتبة الحائزة على جائزة نوبل في الأدب دوريس ليسينغ فكتبت في جريدة الأوبزيرفر واصفة إياه أنه «كتاب محوري».

## ترجمة الكتاب إلى العربية
ترجمت الكتاب إلى اللغة العربية سماء زكي المحاسني ونشرته «منشورات بيروت» سنة 1989.